# Aphrodes brachyptera
Aphrodes brachyptera är en insektsart som beskrevs av William Edward China 1938. Aphrodes brachyptera ingår i släktet Aphrodes och familjen dvärgstritar. Inga underarter finns listade i Catalogue of Life.